# CORDA
CORDA (COmputerized Reservations Royal Dutch Airlines) is het voormalige Nederlandse realtime computerreserveringssysteem van de KLM. Het werd gebruikt door KLM, Martinair en Kenya Airways. Het reserveringssysteem draaide sinds december 1969 onder het IBM ACP en daarna (1996) onder het TPF platform op een IBM mainframe.
Sinds maart 2007 gebruikt KLM het Altéa Reservation System van Amadeus, dat ook gebruikt wordt door KLM partner Air France.